# Akcja (teatr)
Akcja – (1) termin struktury performatywnej stworzonej i rozwijanej przez Jerzego Grotowskiego i jego współpracowników w Workcenter of Jerzy Grotowski and Thomas Richards, przede wszystkim Thomasa Richardsa; (2) tytuł pierwszych wydarzeń tego rodzaju. 

## Struktura
Akcja nie jest przedstawieniem, należy do dziedziny performing arts, ale nie do domeny prezentacji. Powstała w ramach pracy prowadzonej pod hasłem Sztuka jako wehikuł. To struktura służąca działającym (a nie aktorom) do pracy nad sobą („elementy Akcji są instrumentami pracy nad ciałem, sercem i głową osób działających”). Oparta jest na dawnych pieśniach wibracyjnych, m.in. afrokaraibskich, a także impulsach, formach ruchu i motywach narracyjnych, np. fragmentach apokryfów Ewangelii. Świadkowie, czyli obserwatorzy z zewnątrz/oglądający, mogą być obecni lub nie. 
Akcja stanowi rozwinięcie aktu całkowitego poza kontekstem przedstawienia teatralnego – chociaż jest równie precyzyjna i skończona jak spektakl – czy porównywanego do niej rytuału. Różnica zdaniem Grotowskiego tkwi w montażu. W spektaklu montaż zasadzony jest w percepcji widza – spojrzeniem tym kieruje reżyser, w Sztuce jako wehikule w osobach działających – którzy nie umawiając się ze sobą, przez działania odkrywają, jak zbliżać się do tego, co istotne. Obecnie prace nad Sztuką jako wehikułem kontynuuje Thomas Richards, według którego podstawowym narzędziem oddziaływania na świadków jest mechanizm specyficznie rozumianej indukcji, czyli bezpośredniej, fizjologicznej odpowiedzi na proces przemiany, który zachodzi w przytomności oglądającego.

## Prezentacje w Workcenter
Pierwsze pokazy, w których twórcą i głównym działającym był Thomas Richards, zatytułowano: Main Action (1986–1988) i Downstairs Action (1988–1992). Po śmierci Grotowskiego w Workcenter of Jerzy Grotowski and Thomas Richards kontynuowane były prace nad akcjami: The Twin: An Action in Creation (Bliźniak. Akcja w kreacji) i jej rozwinięciem Letter (List). 

## Ciekawostki
W Polsce pokazy Akcji odbyły się dwukrotnie we Wrocławiu na zaproszenie Ośrodka Grotowskiego. W lutym 1997 roku w Auli Ossolineum obejrzało ją 150 widzów – przeważnie przedstawicieli środowiska teatralnego. Kolejne pokazy miały miejsce w lipcu 2004 roku – także w Bibliotece Ossolineum – razem z The Twin: An Action in Creation. 